# Чемпіонат Польщі з хокею 1988—1989
Чемпіонат Польщі з хокею 1989 — 54-ий чемпіонат Польщі з хокею, чемпіоном став клуб Полонія Битом.

## Попередній раунд
| М   | Команда               | І  | В  | Н | П  | Ш      | О  |
| --- | --------------------- | -- | -- | - | -- | ------ | -- |
| 1.  | Полонія Битом         | 18 | 13 | 2 | 3  | 83:40  | 28 |
| 2.  | Напшуд Янув           | 18 | 12 | 3 | 3  | 86:40  | 27 |
| 3.  | ГКС Тихи              | 18 | 12 | 1 | 5  | 83:70  | 25 |
| 4.  | Подгале (Новий Тарг)  | 18 | 11 | 2 | 5  | 82:40  | 24 |
| 5.  | ГКС Катовіце          | 18 | 8  | 2 | 8  | 73:80  | 18 |
| 6.  | Заглембє Сосновець    | 18 | 7  | 1 | 10 | 60:57  | 15 |
| 7.  | Краковія Краків       | 18 | 7  | 1 | 10 | 46:62  | 15 |
| 8.  | «Товімор» (Торунь)    | 18 | 4  | 2 | 12 | 68:126 | 10 |
| 9.  | Сточньовець (Гданськ) | 18 | 4  | 2 | 12 | 49:74  | 10 |
| 10. | Унія (Освенцім)       | 18 | 3  | 2 | 13 | 46:87  | 8  |

Скорочення: М = підсумкове місце, І = ігри, В = перемоги, Н = нічиї, П = поразки, Ш = закинуті та пропущені шайби, О = набрані очки

## Фінальний раунд
| М  | Команда              | І  | В  | Н | П  | Ш       | О  |
| -- | -------------------- | -- | -- | - | -- | ------- | -- |
| 1. | Полонія Битом        | 28 | 20 | 4 | 4  | 134:60  | 44 |
| 2. | Напшуд Янув          | 28 | 17 | 5 | 6  | 121:74  | 39 |
| 3. | Подгале (Новий Тарг) | 28 | 17 | 3 | 8  | 124:72  | 37 |
| 4. | ГКС Тихи             | 28 | 16 | 1 | 11 | 121:125 | 33 |
| 5. | ГКС Катовіце         | 28 | 11 | 3 | 15 | 107:113 | 25 |
| 6. | Заглембє Сосновець   | 28 | 9  | 1 | 18 | 90:109  | 19 |

Скорочення: М = підсумкове місце, І = ігри, В = перемоги, Н = нічиї, П = поразки, Ш = закинуті та пропущені шайби, О = набрані очки

## Кваліфікаційний раунд
| М   | Команда               | І  | В  | Н | П  | Ш       | О  |
| --- | --------------------- | -- | -- | - | -- | ------- | -- |
| 7.  | Краковія Краків       | 30 | 14 | 2 | 14 | 102:95  | 30 |
| 8.  | Сточньовець (Гданськ) | 30 | 10 | 3 | 17 | 88:118  | 23 |
| 9.  | «Товімор» (Торунь)    | 30 | 10 | 2 | 18 | 121:178 | 22 |
| 10. | Унія (Освенцім)       | 30 | 7  | 2 | 21 | 78:138  | 16 |

Скорочення: М = підсумкове місце, І = ігри, В = перемоги, Н = нічиї, П = поразки, Ш = закинуті та пропущені шайби, О = набрані очки

## Плей-оф (фінал)

### Чвертьфінали
- Полонія Битом — Сточньовець (Гданськ) 2:0 (8:1, 16:2)
- Напшуд Янув — Краковія Краків 2:0 (4:3, 8:1)
- Подгале (Новий Тарг) — Заглембє Сосновець 2:0 (2:1, 6:2)
- ГКС Тихи — ГКС Катовіце 0:2 (3:5, 1:4)

### Півфінали
- Полонія Битом — ГКС Катовіце 2:0 (12:1, 6:4)
- Напшуд Янув — Подгале (Новий Тарг) 2:0 (3:2, 2:1)

### Фінал
- Полонія Битом — Напшуд Янув 2:1 (3:1, 2:4, 6:1)

## Плей-оф (кваліфікація)

### Матч за 3 місце
- Подгале (Новий Тарг) — ГКС Катовіце 2:1 (7:1, 1:6, 7:2)

### Матч за 5 місце
- Заглембє Сосновець — ГКС Тихи 2:1 (5:3, 1:5, 5:2)

### Матч за 7 місце
- Краковія Краків — Сточньовець (Гданськ) 2:0 (6:2, 6:2)

### Матч за 9 місце
- «Товімор» (Торунь) — Унія (Освенцім) 2:0 (6:4, 4:3 ОТ)

## Найкращий гравець
Найкращим гравцем був визнаний Марек Стебніцький Полонія (Битом).

## Найкращий бомбардир
Пйотр Здунек з Заглембє Сосновець 52 очка (27+25).